# Nashite
La nashite (simbolo IMA: Nsh) è un minerale molto raro appartenente alla famiglia degli "ossidi e idrossidi" e che possiede composizione chimica Na3Ca2[(V4+V5+9)O28] • 24H2O.

## Etimologia e storia
La nashite prende il nome da Barbara P. Nash, professoressa di geologia e geofisica presso l'Università dello Utah, che ha descritto molti nuovi minerali ed è esperta di geochimica e petrogenesi dei sistemi vulcanici.

## Classificazione
La classica nona edizione della sistematica dei minerali di Strunz, aggiornata dall'Associazione Mineralogica Internazionale (IMA) fino al 2009, non elenca la nashite, poiché essa è stata riconosciuta dall'IMA come specie minerale indipendente nel 2012.
Il minerale è elencato nell'edizione successiva, proseguita dal database "mindat.org" e chiamata Classificazione Strunz-mindat. Qui la nashite si trova nella classe "4. Ossidi (idrossidi, V[5,6] vanadati, arseniti, antimoniti, bismutiti, solfiti, seleniti, telluriti, iodati)" e da lì nella sottoclasse "4.H V[5,6] Vanadati"; questa viene suddivisa più finemente in base alla composizione del minerale, in modo tale che la nashite possa essere trovata nella sezione "4.HC [6]-Sorovanadati" dove è l'unico membro del sistema nº 4.HC.45.
Nella Sistematica dei lapis (Lapis-Systematik) di Stefan Weiß la nashite si trova nella classe degli "ossidi" e nella sottoclasse degli "ossidi di vanadio (polivanadati con V4+/5+)"; qui si trova nel "gruppo dei vanadati" insieme a postite, rakovanite, gunterite, lasalite, huemulite, hughesite, hummerite, bluestreakite, kokinosite, magnesiopascoite, pascoite, schindlerite, burroite, wernerbaurite e sherwoodite con le quali forma il sistema nº IV/G.01.

## Abito cristallino
La nashite cristallizza nel sistema monoclino nel gruppo spaziale P21/m (gruppo nº 11) con i parametri reticolari a = 10,0099(3) Å, b = 21,8472(7) Å, c = 11,1504(7) Å e β = 116,584(8)°.

## Origine e giacitura
La nashite si trova sotto forma di efflorescenze su arenaria nelle miniere sotterranee di giacimenti di uranio e vanadio di tipo "roll-front", derivanti dall'ossidazione di associazioni di montroseite e corvusite in un ambiente umido, probabilmente controllato dalla presenza di materia organica e fasi come la pirite; la paragenesi è con calciodelrioite, calcite, gesso, huemulite, pascoite, rossite e sherwoodite.
La nashite è rarissima ed è stata trovata solo nelle sue due località tipo, la miniera di "Saint Jude" (38.0658°N 108.80397°W) nel distretto minerario di "Slick Rock" (in Colorado) e la miniera di "Little Eva" (38.83806°N 109.52639°W) nella contea di Grand (nello Utah).

## Forma in cui si presenta in natura
La nashite forma cristalli da equanti a tabulari, di dimensioni fino a 0,3 mm,
tipicamente impilati in intercrescite parallele. Il minerale è trasparente con lucentezza semi adamantina; il colore verde-bluastro e quello del suo striscio è verde-bluastro chiaro.